# Indigofera eylesiana
Indigofera eylesiana är en ärtväxtart som beskrevs av Jan Bevington Gillett. Indigofera eylesiana ingår i släktet indigosläktet, och familjen ärtväxter. Inga underarter finns listade i Catalogue of Life.